# کرافوردزویل (ایندیانا)
کرافوردزویل (به انگلیسی: Crawfordsville) شهری در مرکز شهرستان مونتگومری ایالت ایندیانا، ایالات متحده آمریکا است.

## جغرافیا
کرافوردزویل در موقعیت ۴۰°۲′۲۰″ شمالی ۸۶°۵۳′۴۸″ غربی / ۴۰٫۰۳۸۸۹°شمالی ۸۶٫۸۹۶۶۷°غربی قرار گرفته است. این شهر مساحتی در حدود ۲۱٫۷ کیلومتر مربع دارد. در سرشماری سال ۲۰۱۰، جمعیت این شهر ۱۵٬۹۱۵ نفر اعلام شد. موقعیت جغرافیایی شهرها و مناطق اطراف به شرح زیر است: